# Ľuboš Malovec
Ľuboš Malovec (10 februari 1994) is een Slowaaks voormalig wielrenner en veldrijder die onder andere reed bij Dukla Banská Bystrica.

## Carrière
Als junior werd Malovec in 2011 nationaal kampioen tijdrijden. Een dag later werd hij derde in de wegwedstrijd. Aan het einde van dat jaar nam hij deel aan de wegwedstrijd op het wereldkampioenschap, waar hij op plek 119 eindigde. Een jaar later eindigde hij op plek 22.
In 2014 werd Malovec nationaal kampioen op de weg bij de beloften. Drie dagen eerder was enkel Mário Daško sneller in de tijdrit. In 2015 behaalde Malovec in beide disciplines de titel.

## Overwinningen
2011
 Slowaaks kampioen tijdrijden, Junioren
2014
 Slowaaks kampioen op de weg, Beloften
2015
 Slowaaks kampioen tijdrijden, Beloften
 Slowaaks kampioen op de weg, Beloften

## Ploegen
- 2013 –  Dukla Trenčín Trek
- 2014 –  Dukla Trenčín Trek
- 2015 –  Cycling Academy Team
- 2016 –  Cycling Academy Team
- 2017 –  Dukla Banská Bystrica

Baška · Broniš · Daško · Gavenda · Jurčo · Kolář · Kováč · Mahďar · Malovec · Taragel · Tybor · Vyšna
Baška · Broniš · Daško · Jurčo · Kováč · Mahďar · Malovec · Taragel · Tybor
Angulo · Bear · Daško · Einhorn · Gabay · Goldstein · Krasnodębski · Malovec · Migdał · Piaskowy · Sagiv · Talaga · Turek · Warchoł · Zilberstein